# هاینتس اولتسهایمر
هاینتس اولتسهایمر (آلمانی: Heinz Ulzheimer; ۲۷ دسامبر ۱۹۲۵ – ۱۸ دسامبر ۲۰۱۶) دونده دو نیمه‌استقامت اهل آلمان بود.